# Molí de Saladic
El Molí de Saladic fou un molí del terme municipal de Monistrol de Calders, de la comarca del Moianès.
Era a sota i a migdia de la masia de Saladic, a la dreta de la riera de Sant Joan, al voltant del qual traça un tancat meandre. El seu emplaçament és al sud-est del Camp de l'Illa, a ponent de les Roques del Gavatx, al nord de la Baga de Saladic i al sud-est del Camp del Xei.
La seva bassa i el lloc que ocupava l'edifici del molí són ara ocupats pels Horts de Saladic. La resclosa d'on treia les aigües és a prop, riu amunt: la resclosa de Saladic.